# L'italiana in Algeri
L'italiana in Algeri (La italiana a Alger) és una òpera en dos actes de Gioachino Rossini sobre un llibret italià d'Angelo Anelli, basat en el seu text anterior establert per Luigi Mosca. Es va estrenar al Teatro San Benedetto de Venècia el 22 de maig de 1813 i fou un èxit notable. La música és característica de l'estil de Rossini, destacable per la seva fusió d'energia maníaca i sostinguda amb melodies elegants i prístines.

## Història de la composició

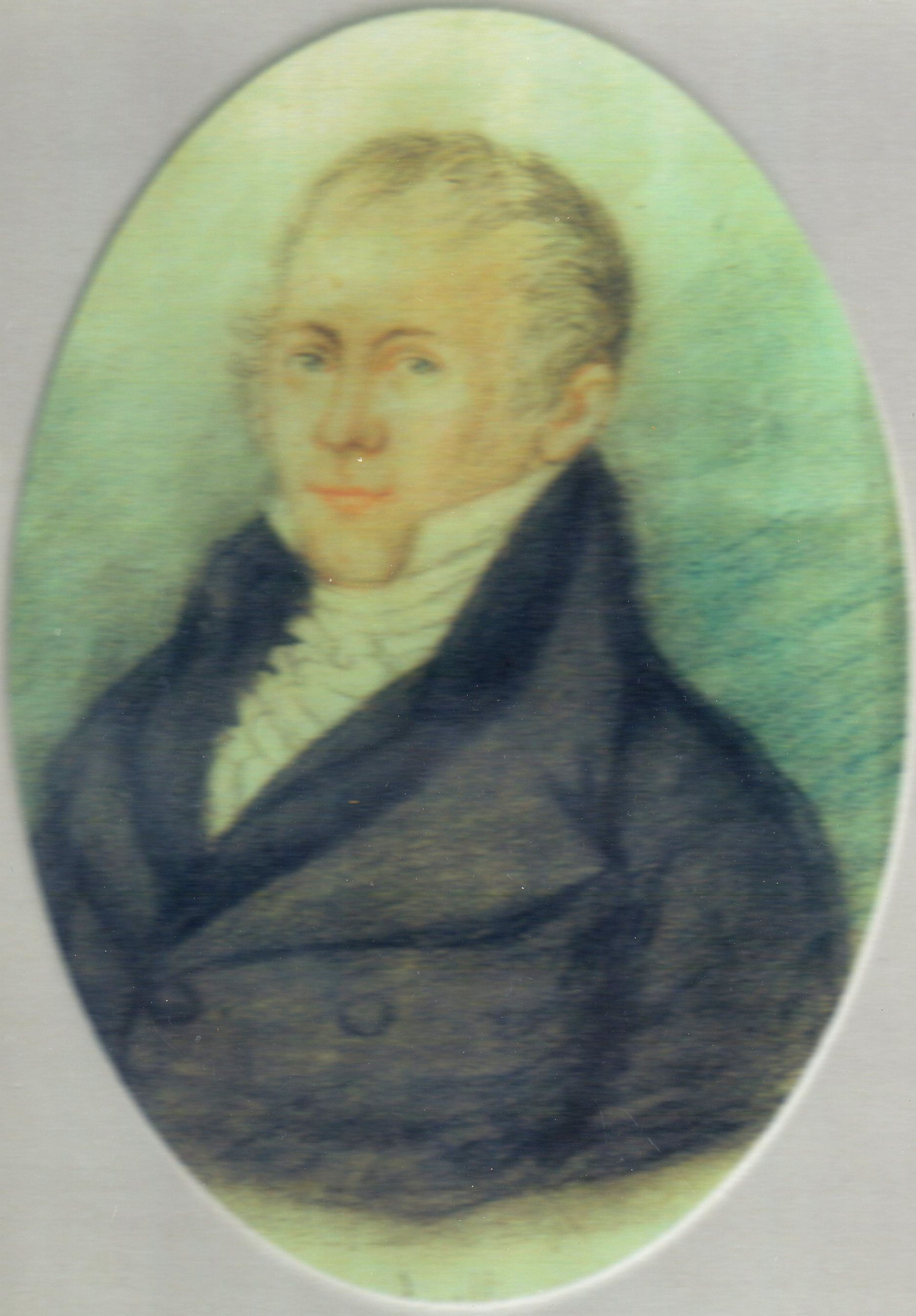
El llibretista Angelo Anelli

Rossini va escriure L'italiana in Algeri quan només tenia 21 anys, i el seu currículum comptava amb tota una barreja deliberada de gèneres: La cambiale di matrimonio el 1810, La scala di seta el 1812, Il signor Bruschino el 1813, totes escrites per al teatre de petites proporcions de San Mose de Venècia. Només havien passat tres anys des del seu inici de carrera, i Rossini es va afirmar definitivament com a compositor fèrtil i polifacètic el 1913 a Venècia. En cinc mesos va compondre i presentar al públic tres òperes: Il signor Bruschino, per al Teatro San Moisè, Tancredi, per La Fenice, i L'italiana in Algeri, pel San Benedetto.
Va declarar que va compondre l'òpera en 18 dies, encara que altres fonts afirmen que va trigar uns 27 dies. En tot cas, encara lluny dels 11 dies que va tardar a compondre L'occasione. Rossini va confiar la composició dels recitatius així com l'ària Le femmine d'Italia a un col·laborador desconegut. L'autoria de la segona cavatina de Lindoro, Oh come il cor di giubilo, també s'ha posat en dubte, i seria significatiu que Rossini l'hagués substituït per una sèrie de representacions a Milà el 1814. L'òpera destaca per la barreja que fa Rossini de l'estil d'opera seria amb opera buffa. L'obertura està àmpliament gravada i interpretada avui dia, coneguda per la seva distingible obertura de baixos en pizzicato lents i tranquils, que condueixen a un sobtat esclat sonor fort de l'orquestra completa. Aquesta "sorpresa" reflecteix la primera admiració de Rossini per Joseph Haydn, la Simfonia núm. 94 en sol major, "La Simfonia Sorpresa", que s'anomena així pel mateix efecte impactant i semi-còmic.
El llibret d'Angelo Anelli s'inspira en la llegenda de Roxelane, la bella esclava de Solimà el Magnífic. El mateix llibret ja havia estat utilitzat l'any 1808 per Luigi Mosca que s'interpretà amb gran èxit a La Scala de Milà. Rossini va tornar a repetir l'experiment amb Il barbiere di Siviglia, que també havia tingut un antecedent d'èxit en l'òpera del mateix nom de Giovanni Paisiello.

## Representacions

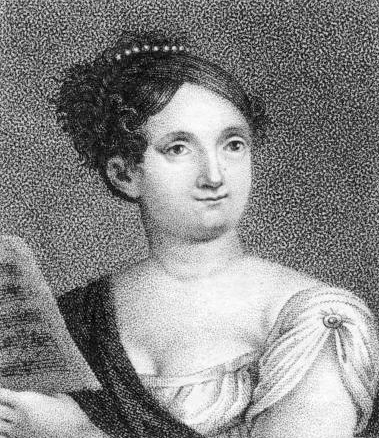
Marietta Marcolini, creadora del paper d'Isabella

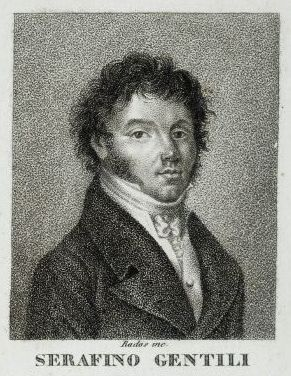
El tenor Serafino Gentili, que va crear el paper de Lindoro

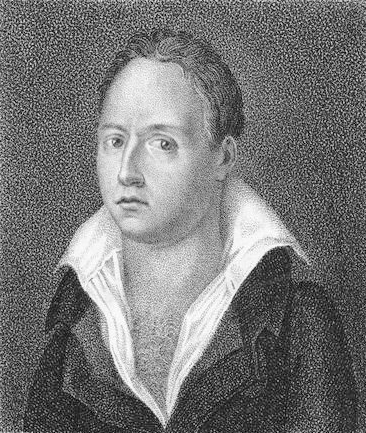
Filippo Galli, el primer Mustafà

L'obra es va representar per primera vegada al Teatre San Benedetto de Venècia el 22 de maig de 1813. Va ser un èxit notable i va romandre en el repertori de San Benedetto fins a finals de juny i aviat es va fer tan popular que la Cavatina Languir per una bella de Lindoro es va publicar en forma de caixa musical.
Rossini va fer canvis progressius a l'obra per a representacions posteriors a Vicenza, Milà i Nàpols, durant els dos anys següents. El repartiment de l'estrena va estar encapçalat per la cantant florentina Maria Marcolini (Isabella), gran col·laboradora i inspiradora del mestre des dels temps de L'equivoco stravagante, i principal model del qual amb els anys es coneixeria com a "contralt rossiniana". El tenor Serafino Gentili (Lindoro) i els baixos Filippo Galli (Mustafà) i Paolo Rosich (Taddeo) van completar els altres papers principals.
La vivacitat de les situacions, la gràcia de la música i el ritme agitat i brillant que va imprimir Rossini a les escenes, fan comprendre l'èxit immeditat de L'italiana in Algeri. Des d'aquella primera sèrie de representacions venecianes, la comèdia va recórrer les altres ciutats de la península. Va arribar a Roma el 1815, on la va rebatejar com Il naufragio felice. En pocs anys es va convertir en el primer èxit internacional de Rossini, i va ser rebuda a Barcelona, Múnic, Madrid (el 1816, traduïda al castellà i cantada per les germanes Benita i Francisca Moreno a Madrid, en les noces de Ferran VII amb Isabel de Bragança), París, Viena, Londres, Praga, Mèxic, Berlín, Buenos Aires, Sant Petersburg, Santiago de Xile i Rio de Janeiro, entre altres ciutats. Però després d'haver conegut tants èxits, va començar a ser desplaçada per la més popular de les creacions del mateix compositor: El barber de Sevilla (Roma, Teatre Argentina, 20 de febrer de 1816), i per altres òperes de diversos autors que van passar a convertir-se en favorites del repertori.
L'òpera es va presentar per primera vegada a Londres al His Majesty's Theatre el 28 de gener de 1819 i al Metropolitan de Nova York el 5 de desembre de 1919, amb Gabriella Besanzoni (Isabella), Adam Didur (Mustafà), Charles Hackett (Lindoro) i Giuseppe De Luca (Taddeo), dirigits per Gennaro Papi. Va caure una mica en desgracia a mesura que avançava el segle XIX, però a partir de la dècada de 1920 es van presentar actuacions notables a Torí (1925), Roma (1927) i Londres (1935) i s'ha revifat amb freqüència des de la Segona Guerra Mundial amb moltes produccions d'èxit. Al segle XXI, l'òpera de Rossini es continua representant amb regularitat.

## Argument
L'acció té lloc a Alger, a principis del segle xix.

## Anàlisi musical
| «         | Pel que fa a l'amor, la considero la prima donna assoluta, una deessa que rapta el cervell amb les seves cavatines, emborratxant l'orella i delectant el cor. Menjar, estimar, cantar i digerir són els quatre actes d'una òpera còmica anomenada vida que esclata com les bombolles d'una ampolla de xampany. Qualsevol que se'n vagi sense haver-la gaudit abans és un complet i absolut ximple. | » |
| — Rossini | |   |

L'argument s'assembla al d'El rapte en el serrall de Mozart, però amb les situacions canviades: Isabella és una italiana que se'n va a Algèria per aconseguir la llibertat del seu amant, Lindoro, esclau de Mustafà, un poderós algerià. Isabella també intenta millorar la relació matrimonial entre Mustafà i la seva dona, Elvira. És una gran farsa concebuda amb un criteri més modern: desapareix el vell sistema de parelles amoroses i hi ha una jerarquització clara dels cantants, amb el tenor i la mezzosoprano com a protagonistes, juntament amb el baix buf, una seconda donna, complementats per un terzo buffo i una terza donna. Rossini dona una presència molt vistosa al cor que acaba d'arrodonir l'obra.

## Enregistraments
| Any  | Elenc (Isabella, Lindoro, Mustafà, Taddeo)                                                 | Director, Opera House and Orchestra                                                                                         | Segell                                       |
| ---- | ------------------------------------------------------------------------------------------ | --- | -------------------------------------------- |
| 1954 | Giulietta Simionato, Cesare Valletti, Mario Petri, Marcello Cortis                         | Carlo Maria GiuliniOrquestra i cor de La Scala                                                                              | Àudio CD: EMI Cat: CHS 7 64041-2             |
| 1963 | Teresa Berganza, Luigi Alva, Fernando Corena, Rolando Panerai                              | Silvio Varviso, Maggio Musicale Fiorentino                                                                                  | Àudio CD: Decca Cat: 475 8285                |
| 1978 | Lucia Valentini Terrani, Ugo Benelli, Sesto Bruscantini, Enzo Dara                         | Gary Bertini, Dresden Staatskapelle                                                                                         | Àudio CD: Arts Music Cat: 43048-2            |
| 1979 | Lucia Valentini Terrani, Francisco Araiza, Wladimiro Ganzarolli, Enzo Dara                 | Gabriele Ferro, Cappella Coloniensis                                                                                        | Àudio CD: CBS Cat: M3T 39048                 |
| 1980 | Marilyn Horne, Ernesto Palacio, Samuel Ramey, Domenico Trimarchi                           | Claudio Scimone, I Solisti Veneti                                                                                           | Àudio CD: Erato Cat: 2292-45404-2            |
| 1987 | Agnes Baltsa, Frank Lopardo, Ruggero Raimondi, Enzo Dara                                   | Claudio Abbado, Vienna Philharmonic                                                                                         | Àudio CD: Deutsche Grammophon Cat: 427 331-2 |
| 1998 | Jennifer Larmore, Raúl Giménez, John Del Carlo Alessandro Corbelli                         | Jesús López-Cobos, Lausanne Chamber Orchestra                                                                               | Àudio CD: Erato Cat: 0630 17130-2            |
| 2006 | Marianna Pizzolato, Marco Vinco, Maxim MironovBruno De Simone                              | Donato Renzetti, Orchestra Teatro Comunale di Bologna                                                                       | Video DVD: Dynamic Cat: 33526                |
| 2008 | Marianna Pizzolato, Lorenzo Regazzo, Lawrence BrownleeBruno De Simone Giulio Mastrototaro, | Alberto Zedda, Virtuosi Brunensis Orchestra and the Philharmonischer Chor Transilvania Cluj (Wildbad Festival, 5 de juliol) | Àudio CD: Naxos Cat: 8.660284-85             |